# هالة كاظم
هالة كاظم (15 يناير 1963 -)، مُدربة حياة ورائدة أعمال اجتماعية إماراتية، مُبتكِرة برنامج رحلة التغيير وهي إحدى مقدمات برنامج كلام نواعم على شاشة إم بي سي، منذ 2017. في عام 2017 كرمت في لندن بمهرجان المرأة العربية في مجال التحفيز.
شغلت منصب سفير لعلامة «أودي» التجارية في إلامارات الشمالية. كما اختيرت ضمن أكثرالشخصيات تأثيراً في وسائل التواصل الاجتماعي. قدمت من قبل شركة جوجل العالمية والأمم المتحدة في حدث عالمي تحت اسم #MyVoiceMatters في عام 2015.

## حياتها
وُلدت هالة كاظم في 15 يناير 1963 في دبي، ونشأت في منطقة جميرا في منزل والدها، توفي والدها وهي في سن الثانية عشرة، وتعلمت منه الاحترام وحب الفقراء حيث كان يُعرف بـ "أبو الأيتام" ثم تولت والدتها تربيتها. ورغم أنها لم تكن متفوقة في مدرستها، إلا أنها أحبت الذهاب إليها من أجل صداقاتها، توفيت والدتها عام 2003، عندها كانت هالة في الأربعين من عمرها.
تزوجت هالة في سن السابعة عشرة، وأنجبت أول أبنائها فس سن الثامنة عشرة. انتقلت مع زوجها إلى نيويورك، حيث أكملت دراستها الثانوية وحققت تفوقاً دراسياً هناك. حصلت على شهادة في البرمجة اللغوية العصبية من البورد الأمريكي في لندن، وشهادة معتمدة في الاستشارات والتدريب من جامعة سيتي في لندن.
أنجبت هالة ثلاثة أولاد من زواجها الأول: أنس، معاذ، وحارث. ومع ذلك، لم تكن حياتها الزوجية سعيدة، وطلبت الطلاق بعد سنة من زواجها، لكنها لم تُطلَّق إلا بعد 18 سنة عانت خلالها من الاكتئاب وبدأت العلاج النفسي الذي اعتبرته نقطة تحول في حياتها.
لاحقًا، أطلقت هالة كاظم مجموعة فنية تحت اسم "مجموعتي الخاصة"، وباعت أعمالها الفنية في عدة دول من ضمنها دولة الإمارات العربية المتحدة، والمملكة العربية السعودية، والمملكة المتحدة خاصة في جادة هارودز في لندن، لذا فهي تعتبر فنانة تشكيلية أيضًا. تم تشخيصها بالاكتئاب في منتصف التسعينات، وكانت تلك فترة تحول بدأت فيها رحلات مشي طويلة في أماكن مختلفة من العالم، مما ألهمها لاحقاً برنامج "رحلة التغيير" الذي أُطلق عام 2011، والذي يهدف إلى مساعدة النساء على تغيير حياتهن من خلال رحلات مشي وأنشطة تأملية.
نشرت هالة كتابين وضعت فيهما تجربتها ومسيرتها، كما أطلقت عدة برامج على يوتيوب، منها "رحلة التغيير"، و"هالة والحياة"، و"هالات هالة".
تقول هالة: "أنا لا أغير حياة الناس، بل أساعدهم على تغيير حياتهم بأنفسهم".

## مؤسس رحلة التغيير
مُبتكِرة برنامج رحلة التغيير، ومُستشارة. تسعى هالة إلى تغيير حياة الناس بالإيجابية والتوازن من خلال رحلات مشي لمسافات طويلة يتخللها أنشطة تدريبية.
تحمل شهادة معتمدة في الاستشارات والتدريب من قبل جامعة سيتي في لندن، المملكة المتحدة. كما أنها حاصلة على شهادة كمدربة وممارسة في تخصص البرمجة العصبية من البورد الأمريكي في لندن، المملكة المتحدة.

## تأسيس رحلة التغيير
ابتكرت هالة برنامج متكامل أطلقت عليه برنامج رحلة التغيير في عام 2011، لإحداث تغيير إيجابي في حياة الناس من خلال تغيير مناطق الراحة، وتوسيع حدودهم الفكرية، وغمسهم في أنشطة متنوعة. لقد نظمت رحلات مشي لمسافات طويلة حول العالم ومزجت هذه الرحلات بمختلف الاستشارات، والتدريبات، وورش العمل، والمحاضرات. إن لدى هالة طرق فريدة من نوعها للتعامل مع الناس منذ سن مبكرة. ولديها شغف تجاه الخدمة الاجتماعية أيضاً، فقد تمكنت من الاستفادة من مهاراتها ووظفتها في برنامجها المتكامل، ليغطي كل النواحي سواء العاطفية أو البدنية أو الفكرية.

## اقتباس
"أنا أؤمن أن تجارب الحياة هي ما تجعلنا على ما نحن عليه، وأنا اليوم عبارة عن تجربتي كأم وكزوجة وكجدة وأيضاً كمدربة ثقافة حياتية، كرست وقتي لتغيير حياة الناس بعد أن نجحت في تغيير حياتي نحو الأفضل، ووجدت مساحة متوازنة وسقفاً واقعياً للإيجابية أستظل به". 

## مؤلفاتها
- كتاب هالة والتغيير، كتّاب للنشر والتوزيع، 2015
- هالة والحياة، الدار العربية للعلوم ناشرون، 2017. ويحتوي على تأملات في الذات والمجتمع، حرصت هالة من خلالها أن تقدم سلسلة متنوعة من التجارب الحياتية المهمة.[3]

## الجوائز
ومن خلال عمالها حصلت هالة على البعض من الجوائز سواء كانت في الإمارات أو من خارجها.
- في عام 2013 حصلت على جائزة الشيخ محمد بن راشد لأفضل سيدة أعمال[5]
- في عام 2014 حصلت على جائزة الإمارات للإبداع في مجال الخدمة المجتمعية.
- في عام 2017 حصلت على تكريم في لندن بمهرجان المرأة العربية في مجال التحفيز المملكة المتحدة[6]
- جائزة المرأة العربية لعام 2018 في مجال الإعلام الجديد بدولة الامارات العربية المتحدة.[3]
- اختيرت ضمن أكثرالشخصيات تأثيراً في وسائل التواصل الاجتماعي

## وصلات خارجية
- الموقع الرسمي